# Tim Thomas (košarkaš)
Timothy Mark "Tim" Thomas (Paterson, New Jersey, 26. veljače 1977.) američki je profesionalni košarkaš. Igra na poziciji krilnog centra, a trenutačno je član NBA momčadi Dallas Mavericksa. Izabran je u 1. krugu (7. ukupno) NBA drafta 1997. od strane New Jersey Netsa.

## Srednja škola i sveučilište
Pohađao je srednju školu Paterson Catholic High School te je na četvrtoj godini pohađanja prosječno postizao 25.3 poena i 14.5 skokova po utakmici. Te iste sezone izabran je u McDonald's All-American momčad te je tijekom te sezone bio smatran boljim igračem od, kasnije NBA zvijezde, Kobea Bryanta. Nakon srednje škole, odlučio se na pohađanje sveučilišta Villanova te se nakon završetka prve sezone odlučio prijaviti na NBA draft.

## NBA karijera
Izabran je kao sedmi izbor NBA drafta 1997. od strane New Jersey Netsa. Na isti dan drafta, Thomas je mijenjan u Philadelphia 76erse u zamjenu za Keitha Van Horna. U svojoj rookie sezoni, Thomas je prosječno postizao 11 poena po utakmici te je nakon završetka sezone izabran u All-Rookie drugu petorku. 11. ožujka 1999. Thomas je mijenjan u Milwaukee Buckse zajedno sa Scottom Williamsom u zamjenu za Tyronea Hilla i Jeralda Honeycutta. U sezoni 2000./01. Thomas je prosječno postizao 13.4 poena i 4.1 skokova po utakmici. 5. siječnja 2001. Thomas je, u pobjedi nad Portland Trail Blazersima 119:115, u drugom poluvremenu utakmice postigao 8 trica čime je izjednačio rekord franšize po broju postignutih trica u jednom poluvremenu utakmice, tj. dijeli ga s Michaelom Reddom. Kao nagradu za sjajne nastupe, vlasnik Bucksa ponudio mu je šestogodišnji ugovor vrijedan 66 milijuna dolara, na što je Thomas naravno pristao. Međutim s godinama, Bucksi su požalili za utrošenim novcem jer Thomas više nikada nije zaigrao na razini sezone iz 2001. godine. 15. veljače 2004. Thomas je, kao dio velike zamjene, mijenjan u New York Knickse. Nakon dvije sezone u dresu Knicksa, Thomas je, 2005. godine, mijenjan u Chicago Bullse. 1. ožujka 2006. Thomas je otpušten iz Bullsa te je samo dva dana kasnije potpisao jednogodišnji ugovor s Phoenix Sunsima. 4. svibnja 2006. Thomas je, u šestoj utakmici polufinala Zapada, Sunsima donio produžetak, kasnije vrijedan pobjede. Naime u toj šestoj utakmici, protiv Los Angeles Lakersa, šest sekundi prije kraja utakmice, Thomas je pogodio tricu koja je izjednačila rezultat na 105:105. Utakmica je otišla u produžetak u kojem su kasnije Sunsi i odnijeli pobjedu. Tom pobjedom Sunsi su nadoknadili zaostatk u seriji od 3-1 te su nakon pobjede i u sedmoj utakmici prošli u finale Zapadne konferencije. 13. srpnja 2006. Thomas je potpisao četverogodišnji ugovor vrijedan 24 milijuna dolara s momčadi Los Angeles Clippersa. U dresu Clippersa odigrao je tri solidne sezone te je 21. studenog 2008. ponovno mijenjan u New York Knickse. U sezoni 2008./09., Thomas je, u dresu Knicksa, odigrao 36 utakmica i prosječno postizao 9.6 poena i 3.1 skokova po utakmici. 19. veljače 2009. Thomas je mijenjan u Chicago Bullse zajedno s Jeromeom Jamesom i Anthonyjem Robersonom u zamjenu za Larryja Hughesa. 14. srpnja 2009. Thomas je s upravom Bullsa dogovorio otkup ugovora te je tako postao slobodan igrač. 28. srpnja 2009. Thomas je potpisao jednogodišnji ugovor s Dallas Mavericksima.

## NBA statistika

### Regularni dio
| Godina    | Klub          | Odig. uta. | Uta. poč. | Min. | 2P%  | 3P%  | Sl. bac.% | Skok. | Asist. | Ukr. lop. | Blok. | Poena |
| --------- | ------------- | ---------- | --------- | ---- | ---- | ---- | --------- | ----- | ------ | --------- | ----- | ----- |
| 1997./98. | Philadelphia  | 77         | 48        | 23.1 | .447 | .363 | .740      | 3.7   | 1.2    | .7        | .2    | 11.0  |
| 1998./99. | Philadelphia  | 17         | 0         | 11.1 | .403 | .263 | .792      | 1.9   | .9     | .2        | .2    | 4.6   |
| 1998./99. | Milwaukee     | 33         | 26        | 18.9 | .495 | .327 | .614      | 2.8   | .9     | .7        | .3    | 8.5   |
| 1999./00. | Milwaukee     | 80         | 1         | 26.2 | .461 | .346 | .774      | 4.2   | 1.4    | .7        | .4    | 11.8  |
| 2000./01. | Milwaukee     | 76         | 16        | 27.4 | .430 | .412 | .771      | 4.1   | 1.8    | 1.0       | .6    | 12.6  |
| 2001./02. | Milwaukee     | 74         | 22        | 26.9 | .420 | .326 | .793      | 4.1   | 1.4    | .9        | .4    | 11.7  |
| 2002./03. | Milwaukee     | 80         | 70        | 29.5 | .443 | .366 | .780      | 4.9   | 1.3    | .9        | .6    | 13.3  |
| 2003./04. | Milwaukee     | 42         | 42        | 32.0 | .443 | .362 | .762      | 4.9   | 2.1    | .9        | .4    | 14.1  |
| 2003./04. | New York      | 24         | 23        | 31.1 | .452 | .406 | .813      | 4.8   | 1.4    | 1.0       | .2    | 15.8  |
| 2004./05. | New York      | 71         | 68        | 27.3 | .439 | .409 | .786      | 3.3   | 1.5    | .6        | .2    | 12.0  |
| 2005./06. | Chicago       | 3          | 0         | 10.7 | .375 | .167 | .000      | 1.3   | .7     | .0        | .3    | 4.3   |
| 2005./06. | Phoenix       | 26         | 10        | 24.4 | .435 | .429 | .667      | 4.9   | .7     | .6        | .2    | 11.0  |
| 2006./07. | L.A. Clippers | 76         | 24        | 27.0 | .414 | .382 | .708      | 5.0   | 2.3    | .7        | .4    | 11.0  |
| 2007./08. | L.A. Clippers | 63         | 51        | 30.8 | .413 | .306 | .752      | 5.1   | 2.7    | .6        | .5    | 12.4  |
| 2008./09. | L.A. Clippers | 10         | 5         | 22.0 | .378 | .300 | .618      | 4.6   | 1.0    | .3        | .1    | 9.5   |
| 2008./09. | New York      | 36         | 1         | 21.5 | .461 | .421 | .806      | 3.1   | 1.3    | .6        | .3    | 9.6   |
| 2008./09. | Chicago       | 18         | 0         | 14.1 | .400 | .442 | .700      | 2.3   | .7     | .3        | .0    | 5.8   |
| Ukupno    |               | 806        | 407       | 26.1 | .436 | .369 | .757      | 4.1   | 1.6    | .7        | .3    | 11.6  |

### Doigravanje
| Godina    | Klub      | Odig. uta. | Uta. poč. | Min. | 2P%  | 3P%  | Sl. bac.% | Skok. | Asist. | Ukr. lop. | Blok. | Poena |
| --------- | --------- | ---------- | --------- | ---- | ---- | ---- | --------- | ----- | ------ | --------- | ----- | ----- |
| 1998./99. | Milwaukee | 3          | 3         | 20.0 | .444 | .000 | .583      | 4.0   | .3     | .3        | .3    | 7.7   |
| 1999./00. | Milwaukee | 5          | 0         | 28.4 | .492 | .333 | .824      | 4.8   | 2.0    | .2        | .8    | 15.4  |
| 2000./01. | Milwaukee | 18         | 0         | 26.6 | .448 | .431 | .815      | 4.5   | 1.6    | .5        | .6    | 11.3  |
| 2002./03. | Milwaukee | 6          | 5         | 31.8 | .462 | .571 | .719      | 4.8   | 1.3    | .5        | 1.0   | 17.8  |
| 2003./04. | New York  | 1          | 1         | 22.0 | .400 | .000 | .800      | 5.0   | 3.0    | .0        | .0    | 12.0  |
| 2005./06. | Phoenix   | 20         | 14        | 31.8 | .491 | .444 | .776      | 6.3   | 1.3    | .9        | .4    | 15.1  |
| 2008./09. | Chicago   | 2          | 0         | 7.5  | .300 | .250 | .000      | 1.5   | .0     | .0        | .0    | 3.5   |
| Ukupno    |           | 55         | 23        | 28.1 | .468 | .436 | .772      | 5.1   | 1.4    | .6        | .5    | 13.3  |

## Vanjske poveznice
- Profil na NBA.com
- Profil  Arhivirana inačica izvorne stranice od 19. lipnja 2014. (Wayback Machine) na Basketball-Reference.com